# Ann Sutherland Harris
Ann Sutherland Harris (Cambridge, Reino Unido, 1937) es una historiadora del arte británica, especialista en Arte Barroco y Arte moderno.

## Biografía
Ann Sutherland nació en 1937 en Cambridge, Reino Unido, hija de Sir Gordon Sutherland (1907-1980), físico, miembro y profesor del Pembroke College, y de Gunborg Wahlstrom (1910-2001), una artista de origen sueco. Ann cursó estudios en el Instituto de Arte Courtauld de la Universidad de Londres, que completó en 1961. Obtuvo su doctorado, de la misma institución, en 1965, gracias a una tesis sobre Andrea Sacchi. Se casó con el historiador William V. Harris en 1965, luego se unió a la Universidad de Columbia el mismo año.
En diciembre de 1976, presentó, junto a Linda Nochlin, en el Museo de Arte del Condado de Los Ángeles la exposición Women Artists:1550-1950. En 1981, la Universidad de Míchigan Oriental le otorgó un título honorario de Doctor en Artes. En 1986, el Atlanta College of Art le otorgó un doctorado honorario en Humanidades.Desde 2015, es profesora emérita de arte barroco italiano en la Universidad de Pittsburgh.

## Publicaciones
- Andrea Sacchi: Complete Edition of the Paintings, Londres, Londres: Phaidon, 1977. ISBN 978-07-14815275
- Selected Drawings of Gian Lorenzo Bernini, Nueva York: Dover, 1977. ISBN 978-048-6235257
- Seventeenth-Century Art and Architecture, 2e edición, Sala Prentice, 2008. ISBN 978-0136033721
- (en colaboración con Linda Nochlin) Women artists,1550-1950, Random House,1976. ISBN 978-0875870731
- (con Susan Saward),The Golden Age of Marie de Medici, UMI Research Press, 1982. ISBN 978-083-5713078
- Cool Waves and Hot Blocks: The Art of Edna Andrade, Pennsylvania Academy of the Fine, 1993. ISBN 978-094-3836171